# Kangrassou Yébouébo
Kangrassou Yébouébo est une localité du peuple Baoulé au centre de la Côte d'Ivoire dans la région du N'zi. Cette localité est administrativement rattachée au département de Dimbokro,,. 